# Concerto pour violon no 1 de Prokofiev
Pour les articles homonymes, voir Concerto pour violon no 1.
Le concerto pour violon en ré majeur, opus 19 est le premier des deux concertos pour violon et orchestre de Sergueï Prokofiev. Pendant la composition, Paul Kochanski prodigua des conseils au compositeur qui exploita toutes les possibilités techniques du violon. 
Il a été composé en 1916 et 1917, au cours d'une période particulièrement féconde. Son écriture est contemporaine de celle de son opéra Le Joueur, de sa symphonie classique, de son troisième concerto pour piano et de ses troisième et quatrième sonates pour piano. Cette période vit également l'aboutissement de la révolution russe que le compositeur vécut à Saint-Pétersbourg, devenu Petrograd, puis dans le Caucase.
Sa première n'eut cependant lieu que le 18 octobre 1923, à Paris sous la direction de Serge Koussevitzky, Marcel Darrieux étant le soliste et le premier violon de l'orchestre. Joseph Szigeti fut, par la suite, un défenseur important de l'œuvre.

## Orchestration
Effectif orchestral :
| Instrumentation du concerto pour violon en ré majeur                        |
| Soliste                                                                     |
| violon                                                                      |
| Cordes                                                                      |
| premiers violons, seconds violons, altos, violoncelles, contrebasses, harpe |
| Bois                                                                        |
| 2 flûtes, 1 piccolo 2 hautbois 2 clarinettes en la, 2 bassons               |
| Cuivres                                                                     |
| 4 cors en fa, 2 trompettes en ut, 1 tuba                                    |
| Percussions                                                                 |
| timbales, caisse claire, tambourin                                          |

## Analyse
Sa structure est en trois mouvements :
1. Andantino, environ 10 minutes ;
2. Scherzo - vivacissimo, environ 4 minutes ;
3. Moderato, environ 8 minutes.

La structure de la partition est inhabituelle, deux mouvements lents entourant une partie rapide, centrale. La composition se caractérise par la fréquente rupture puis reprise de ses lignes mélodiques et la combinaison d’une écriture rythmique très serrée avec une respiration naturellement chantante. Outre ses exigences techniques, l’œuvre, malgré tous ses détours, demande à l’interprète de ne pas perdre le fil de l’unité supérieure de ton qui l’anime. 

## Discographie
- David Oïstrakh, avec l'Orchestre symphonique de Londres dirigé par Lovro von Matacic, Columbia (1954) (version de référence Diapason Magazine, enregistrée à Londres, au Studio Abbey Road)
- David Oïstrakh, avec l'Orchestre symphonique de Moscou sous la direction de Yuri Temirkanov, concert donné à Prague en avril 1970.
- Itzhak Perlman, avec l'Orchestre symphonique de la BBC dirigé par Guennadi Rojdestvenski, EMI (1982)
- Isaac Stern, avec l'Orchestre philharmonique de New York dirigé par Zubin Mehta, CBS (1983)
- Lydia Mordkovitch, avec l'Orchestre national royal d'Écosse dirigé par Neeme Järvi, Chandos (1989)